# Uxbridge Road (metropolitana di Londra)
Uxbridge Road è stata una stazione fantasma della linea Metropolitan della metropolitana di Londra. Aperta nel 1869, era servita dalla London & North Western Railway e dalla Great Western Railway sulla linea allora nota come "Middle Circle". Nel 1905 la linea entrò a fare parte della Metropolitan Railway e in seguito della Metropolitana di Londra, servita dalla linea Metropolitan. A seguito di gravi danni durante i bombardamenti della seconda guerra mondiale, Uxbridge Road fu chiusa il 19 ottobre 1940.

Diagramma delle stazioni nell'area di Shepherd's Bush.

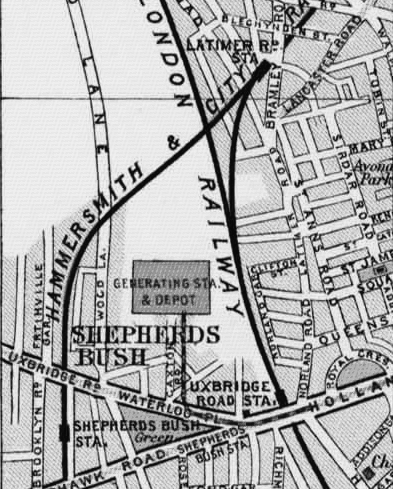
Mappa del 1900 indicante l'ubicazione di Uxbridge Road.

## Storia
La Great Western Railway (GWR) aprì la Hammersmith & City Railway (H&CR, oggi la Hammersmith & City Line) il 13 giugno 1864 e dal 1º luglio 1864 alcune carrozze operavano un servizio dalla stazione di Kensington (Addison Road) (oggi Kensington (Olympia)) fino a Notting Hill lungo il raccordo tra la H&CR e la West London Railway (che si diramava dalla H&CR poco a sud della stazione di Latimer Road. Servizi diretti tra Kensington e la City iniziarono nell'aprile 1865.
Una stazione temporanea era stata costruita sul raccordo nella zona di Shepherd's Bush, ma non venne mai aperta a cause dell'opposizione della GWR. In seguito a un accordo tra la Metropolitan Railway e la GWR, la stazione di Uxbridge Road aprì infine il 1º novembre 1869.
L'edificio della stazione era situato sul lato nord di Uxbridge Road; era costruito in mattoni, con due ingressi, coperti da tettoie in vetro, che davano sulla strada. L'accesso alle banchine avveniva a mezzo di scale, coperte. Ciascuna banchina aveva un edificio che includeva sala d'aspetto, bagno e una tettoia. In seguito venne costruito anche un cavalcavia all'estremità nord della stazione, che dava accesso a un passaggio coperto che conduceva alla zona dell'esposizione di White City. Fu modificato anche l'ingresso, con una singola porta centrale fiancheggiata da due spazi commerciali da ciascun lato.
Un collegamento operato dalla GWR dalle sue stazioni suburbane verso la stazione di Victoria, con circa undici treni al giorno, faceva sosta a Uxbridge Road. Nel 1872 la GWR estese il servizio dalla stazione di Addison Road fino a Mansion House lungo le linee della District Railway, inaugurando quello che divenne noto come il Middle Circle. Questo servizio fu dapprima accorciato, terminando a Earl's Court dal 1900, e dal 1905 fu rimpiazzato da un servizio navetta fra le stazioni della H&CR e Addison Road. Nel 1907 questo servizio fu a sua volta sostituito da quattro treni (elettrici) all'ora tra Addison Road e Aldgate. Quest'ultimo collegamento apparve ufficialmente sulla prima mappa della rete metropolitana nel 1908, come servizio della Metropolitan Railway.
Nel 1872 iniziò anche un servizio operato dalla London & North Western Railway (L&NWR) noto come Outer Circle, dalla stazione di Broad Street (oggi demolita) fino a Mansion House, anch'esso passante per Uxbridge Road. Nel 1908 fu ridotto, terminando a Earl's Court, e dal 1912 divenne un servizio navetta tra Willesden Junction e Earl's Court. Pur essendo fondamentalmente un servizio della L&NWR, la tratta fra Earl's Court e Uxbridge Road appare sulla mappa del 1908 come un servizio della District Railway.

## Chiusura
La West London Line fu pesantemente bombardata durante il Blitz e fra settembre e ottobre 1940 la stazione e l'adiacente deposito merci furono colpite nove volte. La stazione fu infine chiusa il 19 ottobre 1940 anche se continuò a figurare sulle mappe della metropolitana fino al 1947. Dopo la guerra la stazione era in larga parte intatta, ma non venne riaperta. Il servizio passeggeri sulla West London Line cessò quasi del tutto, ad eccezione del servizio navetta tra Earl's Court e la stazione di Kensington Olympia, operato dalla linea District, anche se la linea rimase in uso per il traffico merci. Tra gli anni cinquanta e i tardi anni sessanta le piattaforme vennero progressivamente smantellate e l'edificio della stazione venne demolito nel luglio 1968, poco prima dell'inizio della costruzione dell'autostrada M41 e della rotatoria di Shepherd's Bush.
Con la ripresa dei servizi passeggeri sulla West London Line, una nuova stazione è stata aperta nel 2008 quasi esattamente sul sito della precedente stazione di Uxbridge Road. La Stazione di Shepherd's Bush è servita dalla London Overground e dalla Southern.